# Liste der Museen der Schwäbischen Alb

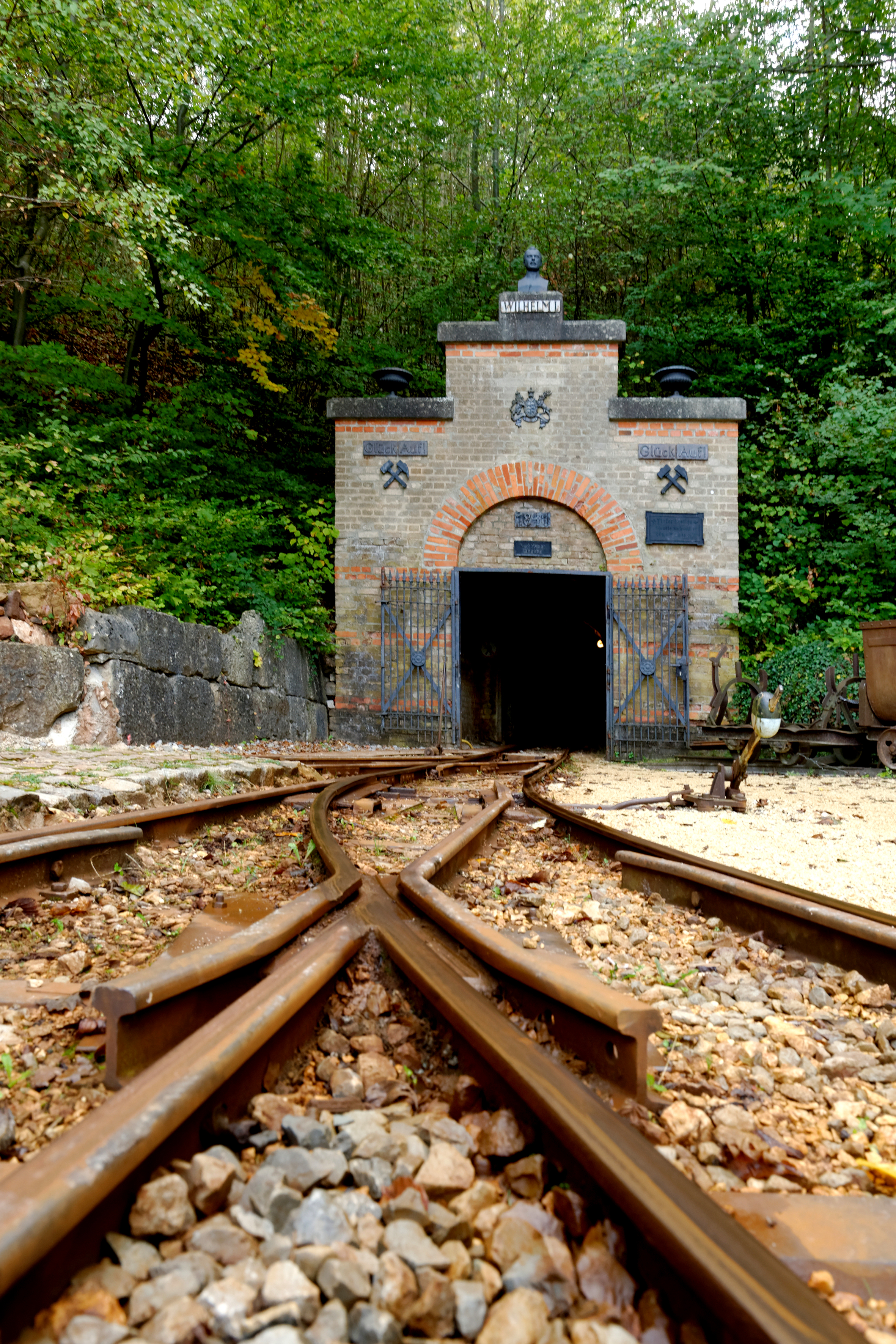
Ein Museum mit Schienen, die den Besucher geradewegs ins Innere der Schwäbischen Alb führen: das Besucherbergwerk Tiefer Stollen in Wasseralfingen

Die Liste der Museen der Schwäbischen Alb ist eine thematische Auflistung der Museen, die auf dem Gebiet der Schwäbischen Alb liegen oder die direkten Bezug zu dieser Region haben.

## Museen

### Geologie

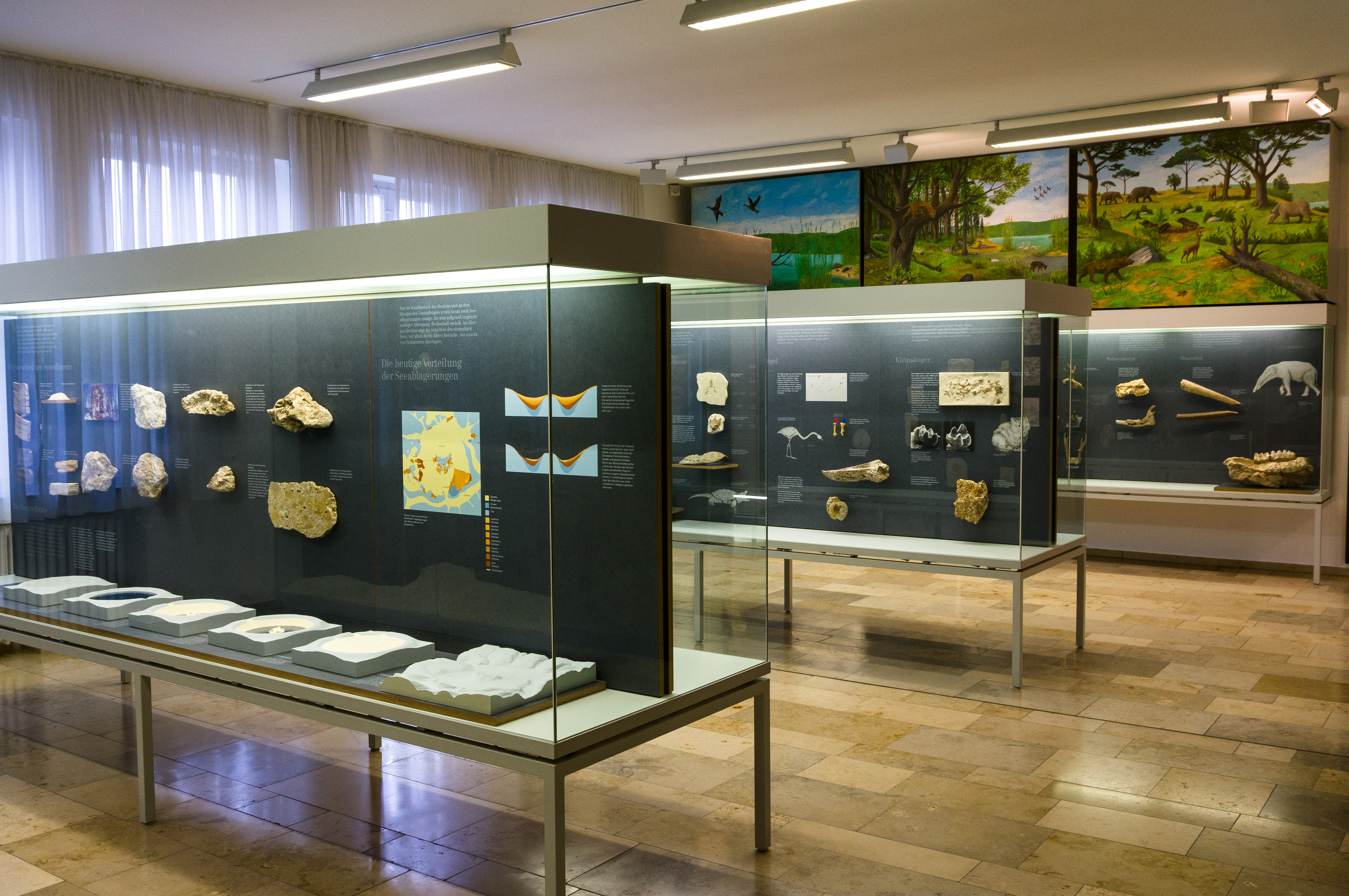
Das Meteorkratermuseum in Steinheim ist eines der weltweit wenigen Meteorkratermuseen

- Werkforum, ein Fossilienmuseum der Firma Holcim in Dotternhausen, stellt den Lias der Alb dar
- Riffmuseum im Bahnhof von Gerstetten, stellt den Malm der Schwäbischen Alb vor
- Urwelt-Museum Hauff in Holzmaden, stellt den Lias der Alb dar
- Korallen- und Heimatmuseum in Nattheim mit den Korallen der Schwäbischen Alb
- Rieskrater-Museum in Nördlingen, stellt die Meteoriteneinschläge auf der Schwäbischen Alb dar
- Meteorkratermuseum im Steinheimer Becken von Steinheim am Albuch
- Staatliches Museum für Naturkunde Stuttgart mit einer umfassenden Darstellung der geologischen Verhältnisse auf der Schwäbischen Alb
- Besucherbergwerk Tiefer Stollen in Wasseralfingen

### Paläontologie und Naturraum Schwäbische Alb

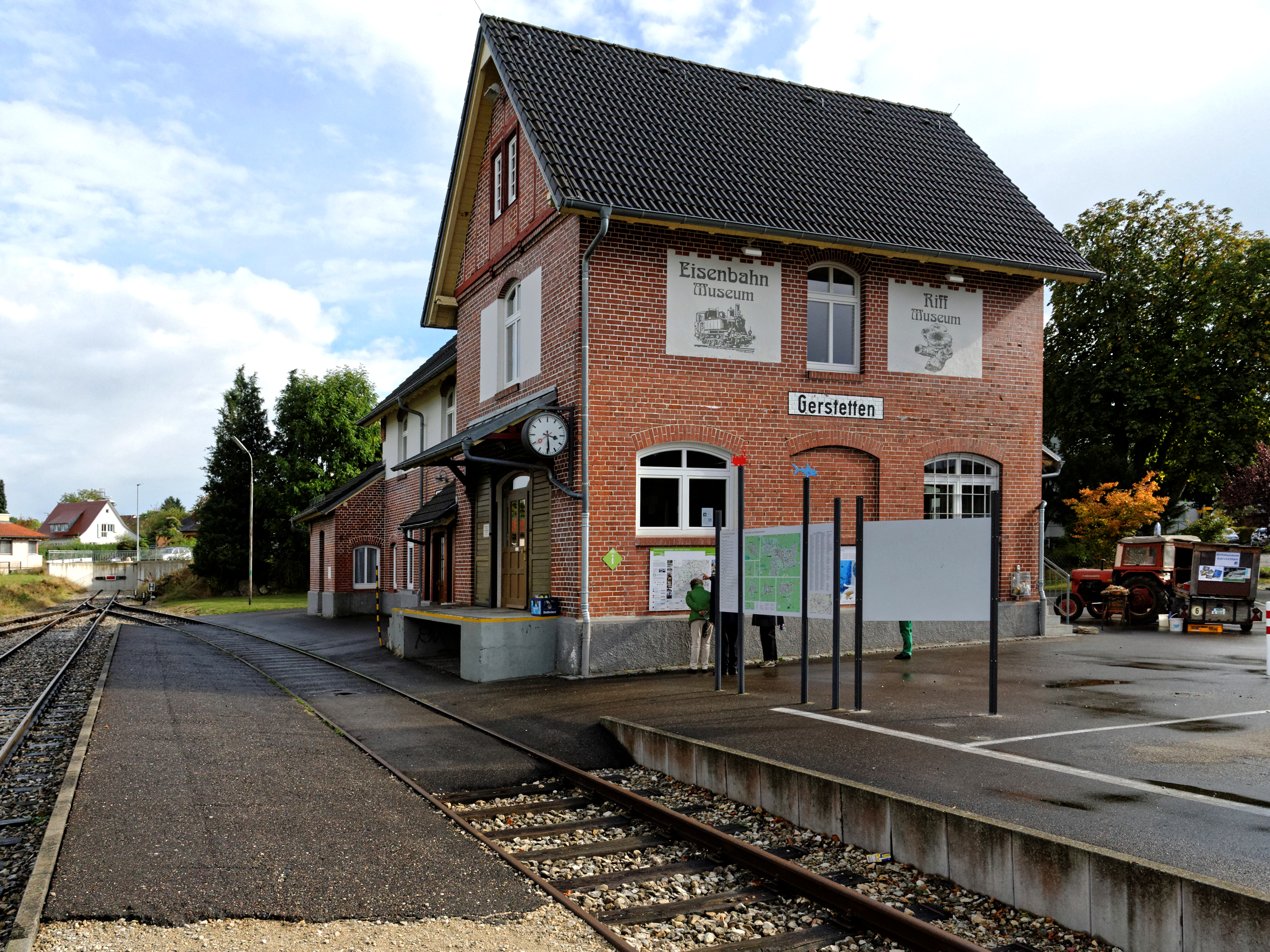
Das Riffmuseum in Gerstetten fand seine Unterkunft im Bahnhof des Ortes

- Haus der Natur im Bahnhof Beuron, welches den Naturpark Obere Donau darstellt und museal aufarbeitet
- Museum Oberes Donautal in Fridingen an der Donau
- Riffmuseum im Bahnhof von Gerstetten, stellt die Fauna im Jura vor
- Werkforum, ein Fossilienmuseum der Firma Holcim (früher Rohrbach Zement) in Dotternhausen mit einem Klopfplatz für Fossiliensammler
- Urwelt-Museum Hauff in Holzmaden, stellt die Fossilien der Alb dar
- Härtsfeldmuseum in Neresheim, bietet Einblicke in die kulturelle Entwicklung des Härtsfelds
- Meteorkratermuseum im Steinheimer Becken von Steinheim am Albuch, im zweiten Schauraum des Museums wird der Naturraum präsentiert
- Museum Schloss Rosenstein in Stuttgart mit einer Darstellung der Naturgeschichte im Blick auf die Schwäbische Alb
- Paläontologische Sammlung der Universität Tübingen

### Ur- und Frühgeschichte
- Urweltmuseum in Aalen

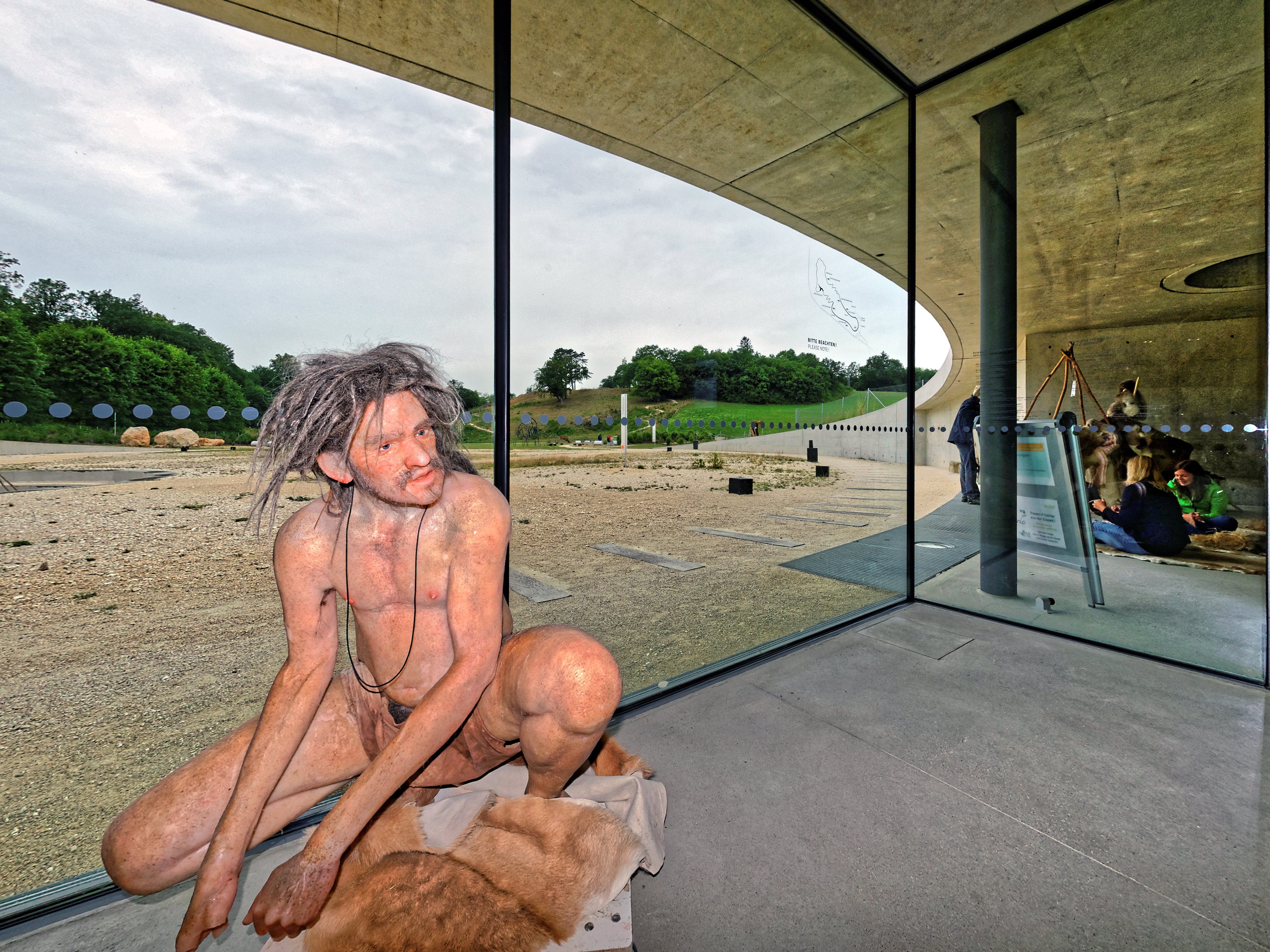
Der Archäopark im Lonetal zeigt gleiche mehrere Aspekte an einem Ort: eine Schauhöhle als prähistorischer Fundplatz, ein Freilandmuseum und eine museale Präsentation von originalen steinzeitlichen Artefakte, kombiniert mit museumspädagogischen Aktionen zur Frühgeschichte der Schwäbischen Alb

- Heimatmuseum in der Zehntscheune in Balingen
- Urgeschichtliches Museum in Blaubeuren, siehe auch Venus vom Hohlefels
- Steinzeitpark Ehrenstein in Blaustein (seit 2019 im Aufbau), dargestellt werden Aspekte der Prähistorischen Pfahlbauten um die Alpen
- Museum in Ehingen
- Schlossmuseum Helfenstein in Heidenheim an der Brenz
- Urwelt-Museum Hauff in Holzmaden
- Heuneburgmuseum in Hundersingen
- Archäologisches Landesmuseum Baden-Württemberg in Konstanz, dort vor allem Darstellung des Lebens in der Eiszeit auf der Alb
- Archäopark Vogelherd im Lonetal
- Heimatmuseum in Reutlingen
- Vor- und Frühgeschichtliche Sammlung im Schloss Sigmaringen
- Landesmuseum Württemberg in Stuttgart mit wichtigen Exponaten aus den Höhlen der ältesten Eiszeitkunst
- Museum am Löwentor in Stuttgart mit wichtigen Fossilien und Dioramen zu den Urbewohnern der Schwäbischen Alb
- Museum der Universität Tübingen in Tübingen mit wichtigen Exponaten aus den Höhlen der ältesten Eiszeitkunst
- Museum Ulm in Ulm
- Heimatmuseum in Veringenstadt

### Römische Geschichte
- Limesmuseum in Aalen

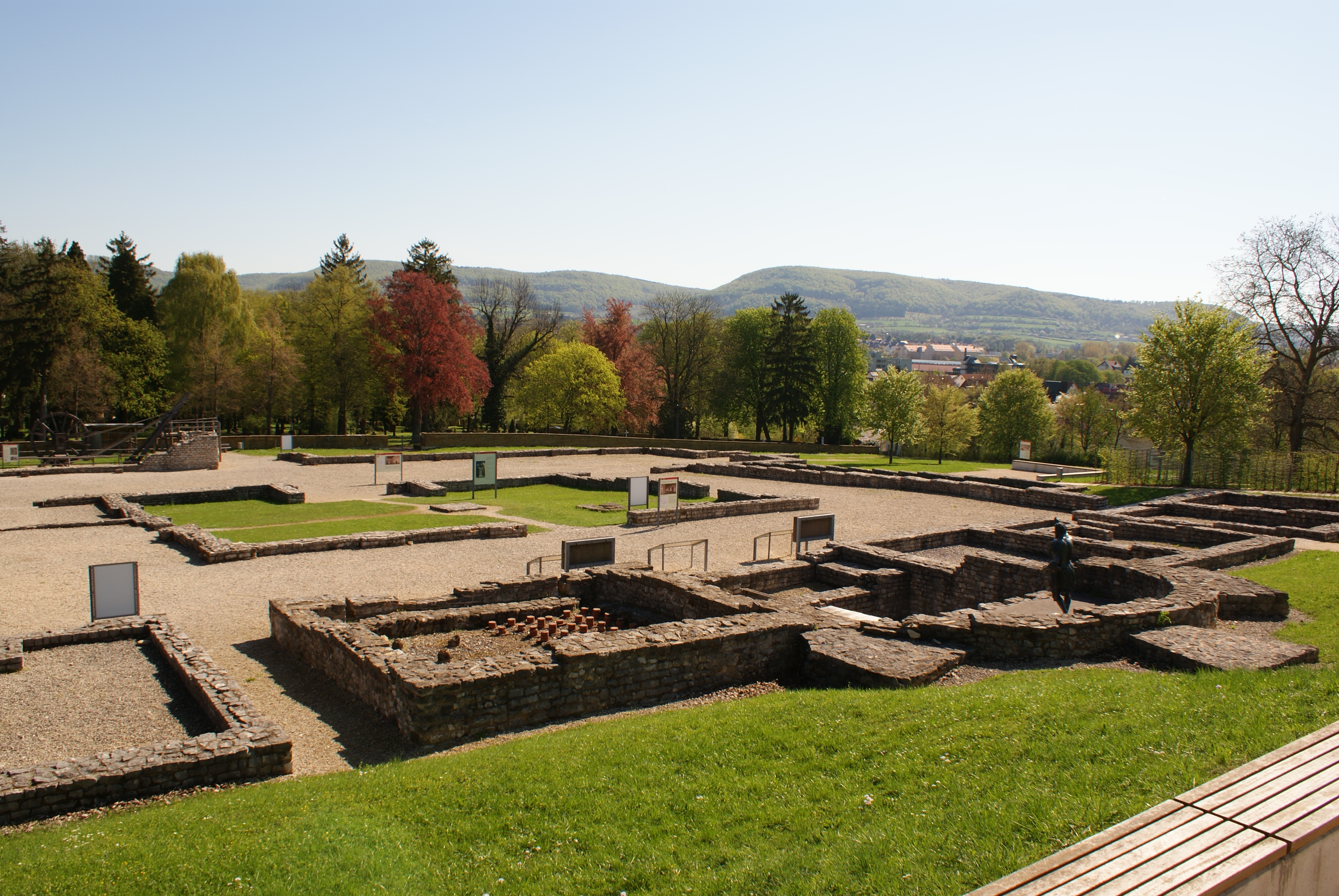
Das Limesmuseum verfügt neben seinen Schauräumen auch über eine großzügige Außenanlage am Rande der Schwäbischen Alb, in der römische Kultur authentisch und am Originalplatz präsentiert wird

- Römermuseum in der Schule Rißtissen in Ehingen, Ortsteil Rißtissen
- Römisches Freilichtmuseum in Hechingen-Stein
- Museum im Römerbad in Heidenheim an der Brenz
- Dominikanermuseum in Rottweil

### Alamannische Geschichte
- Alamannenmuseum Ellwangen in Ellwangen, stellt entsprechende Ausgrabungen von der Ostalb vor

### Stadtgeschichte
- Haus der Stadtgeschichte in Aalen

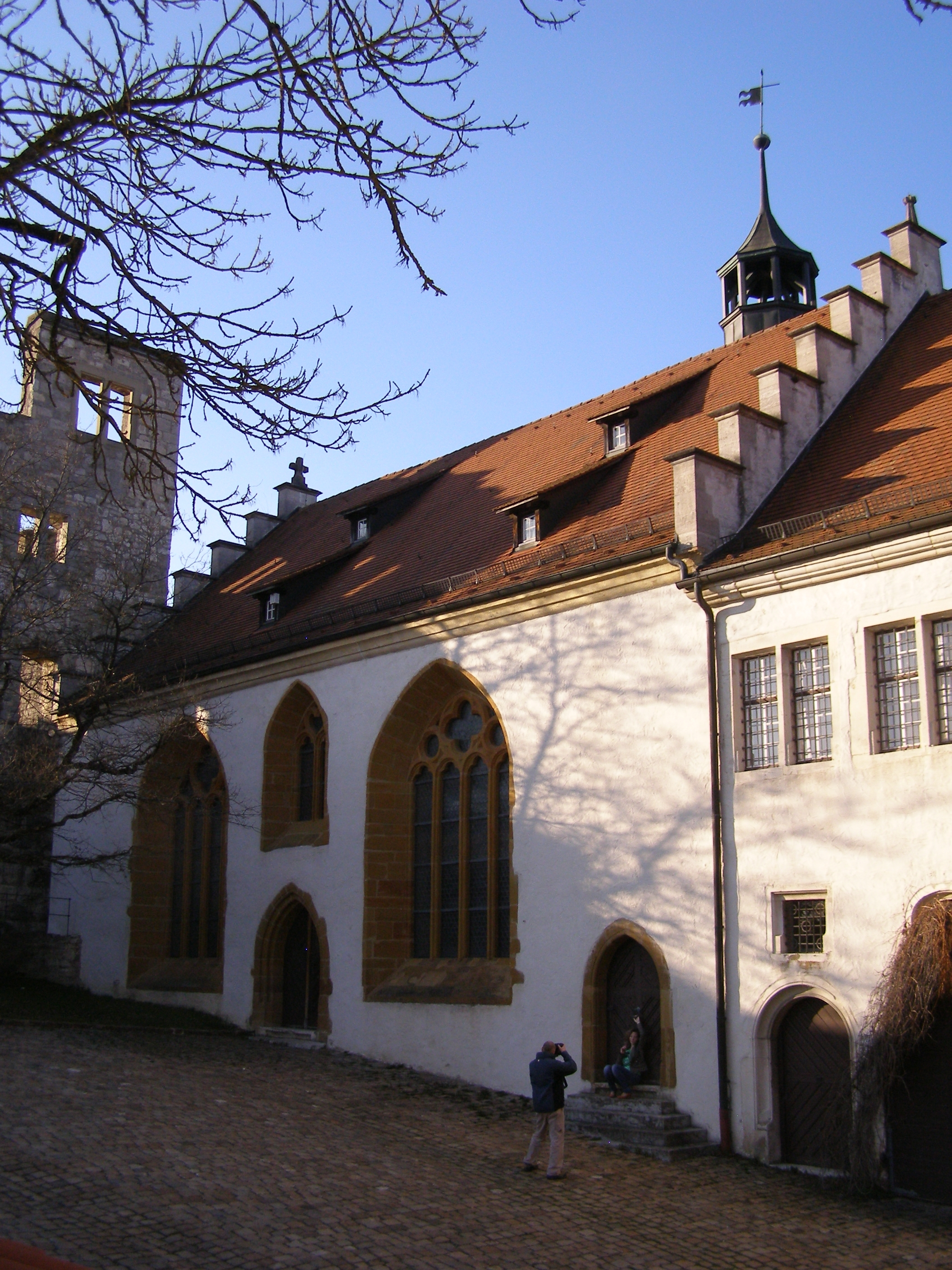
In Heidenheim an der Brenz fand das örtliche Heimatmuseum seine prominente Bleibe in der historischen Schlosskirche des Schlosses Hellenstein hoch über der Stadt

- Heimatmuseum in Albstadt, Stadtteil Ebingen
- Heimatmuseum in der Zehntscheune in Balingen
- Heimatmuseum Blaubeuren im Badhaus der Mönche auf dem Areal des Klosters Blaubeuren
- Museum im Seelhaus von Bopfingen
- Museum in Ehingen
- Heimatmuseum in Heidenheim an der Brenz
- Heimatmuseum Herbrechtingen
- Heimatmuseum in Geislingen an der Steige
- Städtisches Museum in Kirchheim unter Teck
- Heimat- und Webereimuseum Laichingen
- Schloss Kapfenburg, das Heimatmuseum der Stadt Lauchheim
- Heimatmuseum in Münsingen
- Städtisches Museum in Munderkingen
- Schillerhaus in Oberkochen
- Heimatmuseum in Reutlingen
- Museum in Riedlingen
- Heimatmuseum des Geschichts- und Heimatvereins Trochtelfingen
- Stadtmuseum im Fruchtkasten von Tuttlingen
- Museum Ulm in Ulm
- Heimatmuseum Veringenstadt

### Klosterkultur

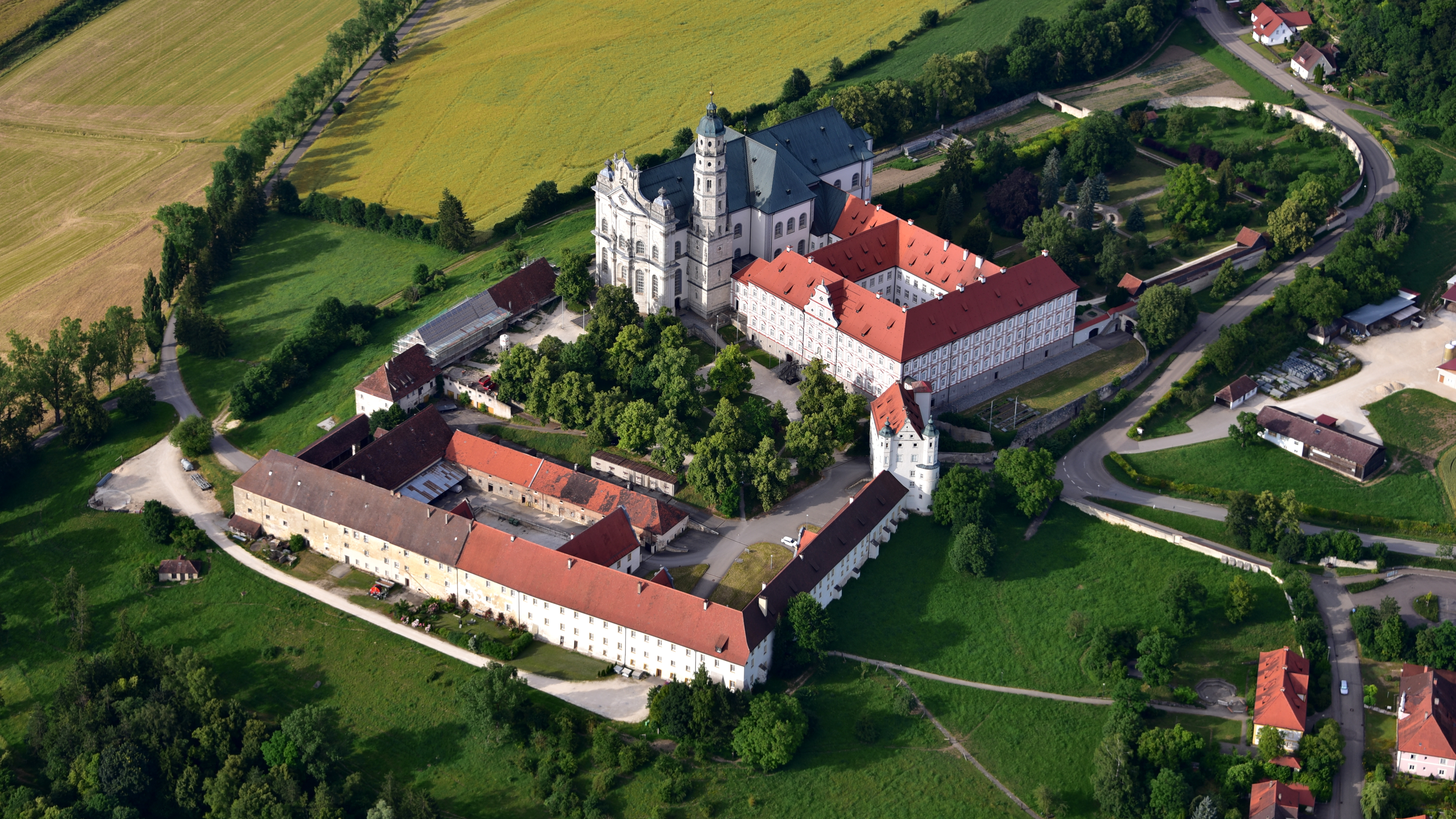
Abtei Neresheim (2016)

- Bibelmuseum der Erzabtei Beuron in Beuron
- Museum im Badhaus der Mönche auf dem Areal des Klosters Blaubeuren
- Klostermuseum der Abtei Neresheim in Neresheim
- Museum Marchtal in Obermarchtal zum Kloster Obermarchtal
- Waschhaus des ehemaligen Klarissen-Klosters Pfullingen: Dauerausstellung zum Thema „Armut – Demut – Gehorsam, Die Welt der Pfullinger Klarissen 1250–1649“
- Peterstormuseum in der Klosteranlage von Zwiefalten

### Adelsgeschichte und feudale Kultur
- Schloss Urach in Bad Urach
- Schlossmuseum in Erbach
- Burg Hohenzollern bei Hechingen

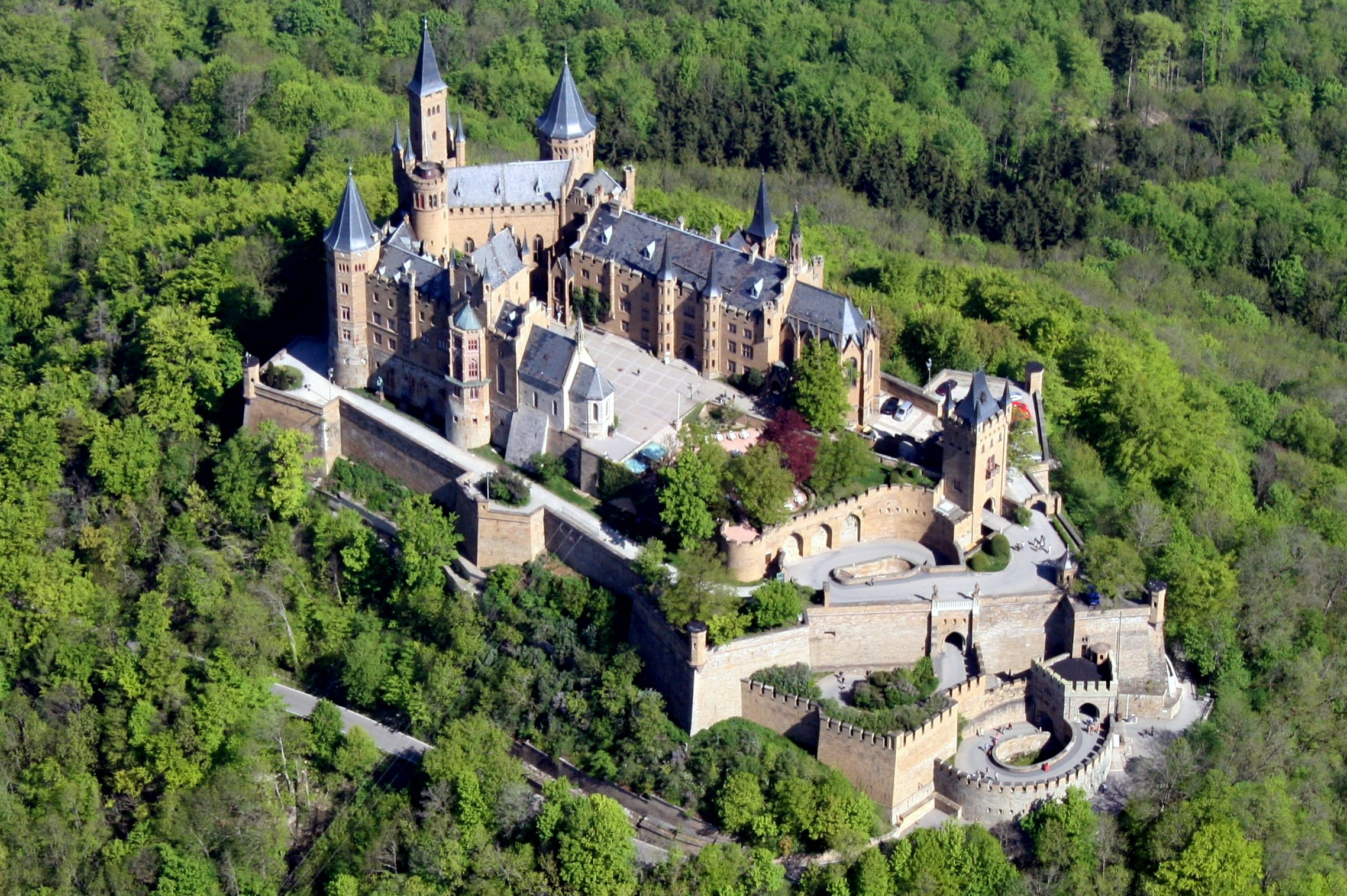
Vor allem der Albtrauf ist mit einer Kette großer und kleiner Burgen ausgestattet, teilweise mit noch intakten Burgen wie dem Hohenzollern, die museal aufbereitet wurden, teilweise aber auch mit niedergegangenen Burgruinen, die nur noch entfernt ans Mittelalter erinnern

- Museum für Kutschen, Chaisen, Karren in Heidenheim an der Brenz
- Schlossmuseum in Kirchheim unter Teck
- Schloss Lichtenstein bei Lichtenstein-Honau
- Schloss Sigmaringen in Sigmaringen

### Regionalgeschichte der Schwäbischen Alb
- Museum im Ursula-Stift und Schmiede am Stift in Gussenstadt
- Hohenzollerisches Landesmuseum in Hechingen
- Heimatmuseum Nellingen

### Jüdische Geschichte

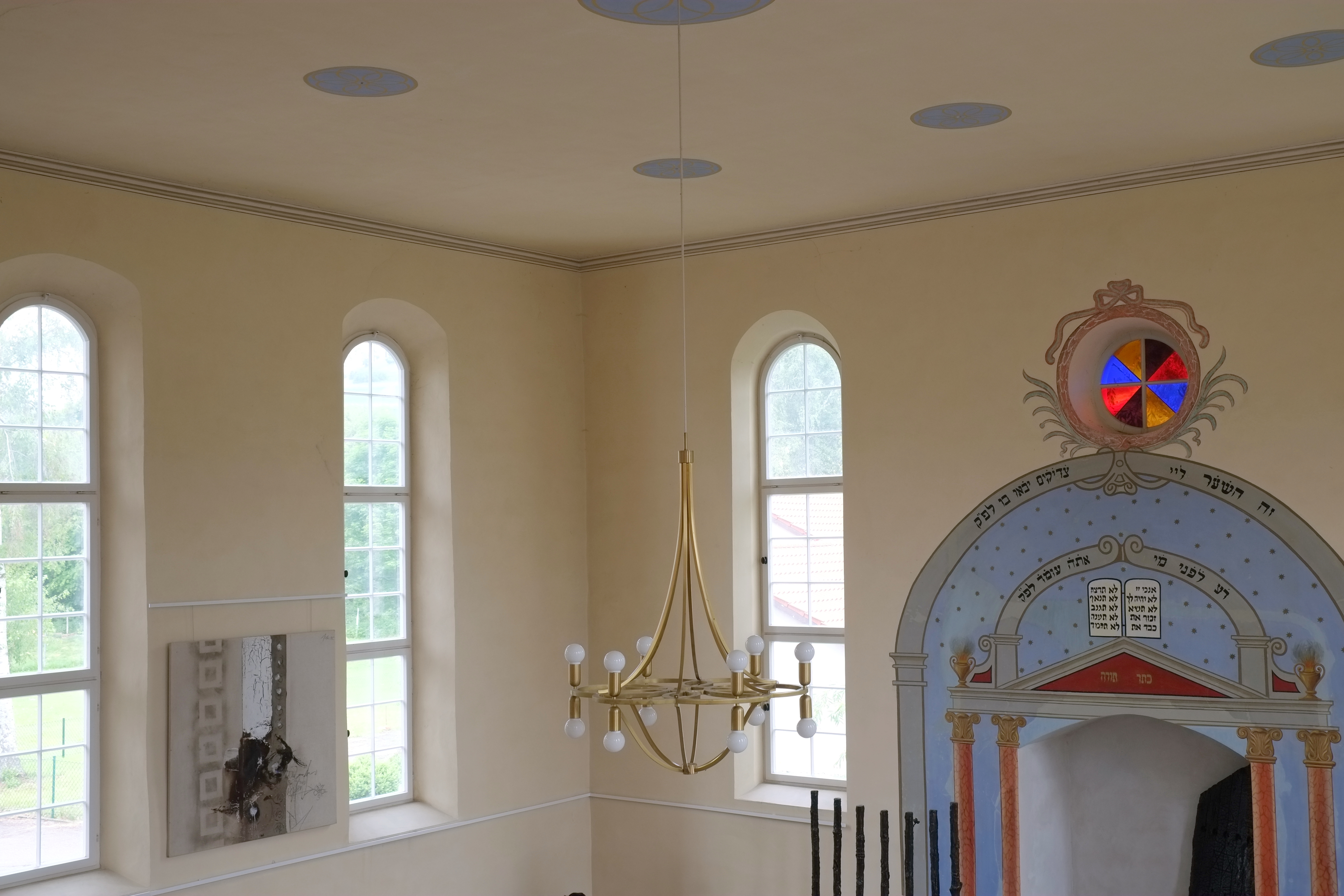
An und auf der Schwäbischen Alb gab es Regionen mit reichem jüdischem Leben, was verschiedene Museen unter anderem in Oberdorf am Ipf darstellen

- Synagoge Oberdorf in Bopfingen-Oberdorf
- Jüdisches Museum Göppingen
- Alte Synagoge in Hechingen
- Jüdisches Museum in Münsingen-Buttenhausen

### „Drittes Reich“ und Zeit des Nationalsozialismus

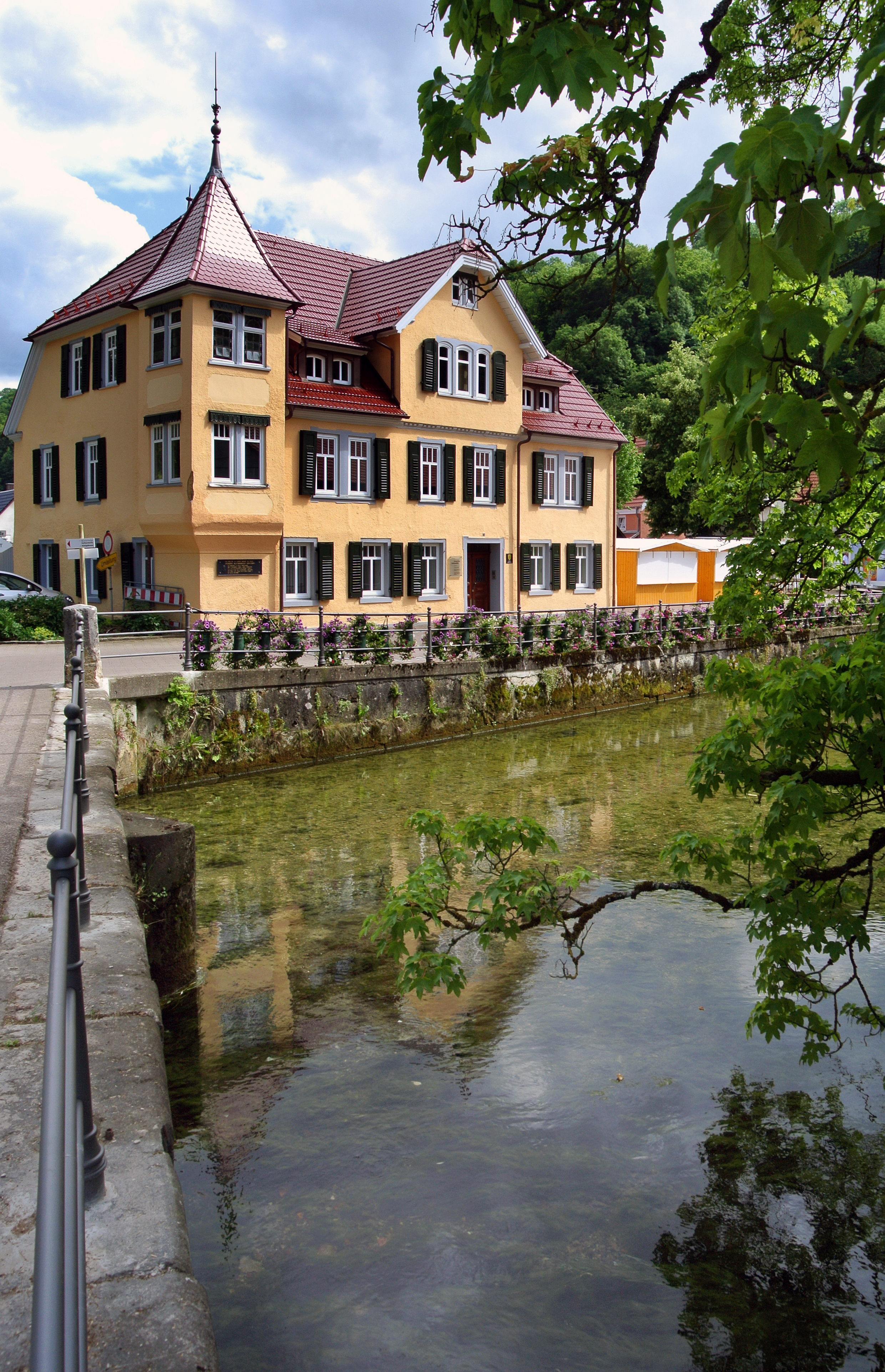
Die Gedenkstätte in Königsbronn, die der Biographie Georg Elsers mit Ausstellungsräumen gewidmet ist

- Stauffenberg-Gedenkstätte in Albstadt
- Heimatmuseum in Bisingen
- Erwin-Rommel-Museum in Blaustein-Herrlingen
- Dokumentationszentrum zur Tötungsanstalt Schloss Grafeneck bei Gomadingen
- Georg-Elser-Gedenkstätte in Königsbronn
- Dokumentationszentrum Oberer Kuhberg in Ulm
- Erinnerungsstätte für die Schülergruppe der Weißen Rose in der Martin-Luther-Kirche von Ulm
- Ulmer DenkStätte Weiße Rose

### Volkskunde
- Freilichtmuseum Beuren
- Süddeutsches Schatztruhenmuseum im Museum im Alten Bau von Geislingen an der Steige
- Museum im Ursula-Stift und Schmiede am Stift in Gussenstadt
- Fastnachtsmuseum Narrenburg in Hettingen
- Weinbaumuseum und Obstbaumuseum in Metzingen-Glems
- Museum für Volkskultur in Meßstetten
- Freilichtmuseum Neuhausen ob Eck bei Neuhausen ob Eck
- Trachten- und Mühlenmuseum in Pfullingen
- Ostereimuseum in Sonnenbühl
- Bierkrug- und Bierdeckelmuseum in der Albquell-Brauerei von Trochtelfingen
- Museum der Brotkultur in Ulm

### Migration, Vertreibung und Flucht
- Museum des Südmährischen Landschaftsrates in Geislingen an der Steige
- Donauschwabenmuseum Herbrechtingen
- Donauschwäbisches Zentralmuseum in Ulm

### Hausierhandel der Schwäbischen Alb
- Heimatmuseum in Eningen
- Samenhandelsmuseum in Gönningen
- Heimatmuseum in Jungingen

### Technikgeschichte und Industrialisierung

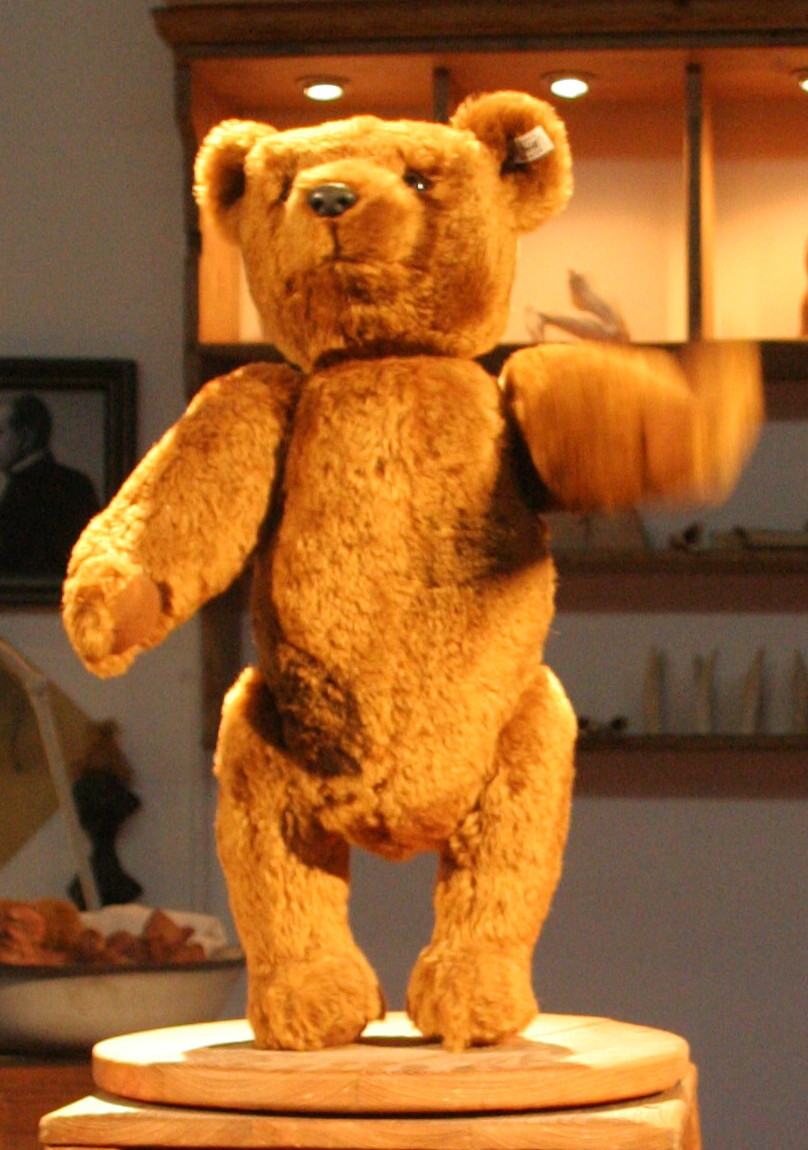
Stoff-Tiere, produziert auf der Ostalb, sind ein Gegenstand der Welt von Steiff in Giengen an der Brenz

- Philipp-Matthäus-Hahn-Museum in Albstadt-Onstmettingen
- Nähmaschinenmuseum in Albstadt-Lautlingen
- Maschenmuseum in Albstadt-Tailfingen
- Waagenmuseum in Balingen
- Historische Hammerschmiede in Blaubeuren
- Deutsches Peitschenmuseum in Burladingen-Killer
- Automuseum in Engstingen
- Eisenbahnmuseum in Gerstetten
- Die Welt von Steiff in Giengen an der Brenz
- Torbogenmuseum in Königsbronn
- Weberei- und Heimatmuseum in Laichingen
- Museum für Papier- und Buchkunst in Lenningen
- Hammerschmiede und Rechenmacherhaus in Mössingen
- Härtsfeldbahn-Museum in Neresheim
- Trachten- und Mühlenmuseum in Pfullingen
- Hafnermuseum in Schelklingen
- Bergbaumuseum Laucherthal in Sigmaringendorf
- Gewerbemuseum Spaichingen
- Chirurgiemuseum Asclepios in Tuttlingen
- Dampflok- und Modelleisenbahnmuseum am Bahnhof Tuttlingen

### Kunst und Kunstgeschichte
- Kunstmuseum Albstadt

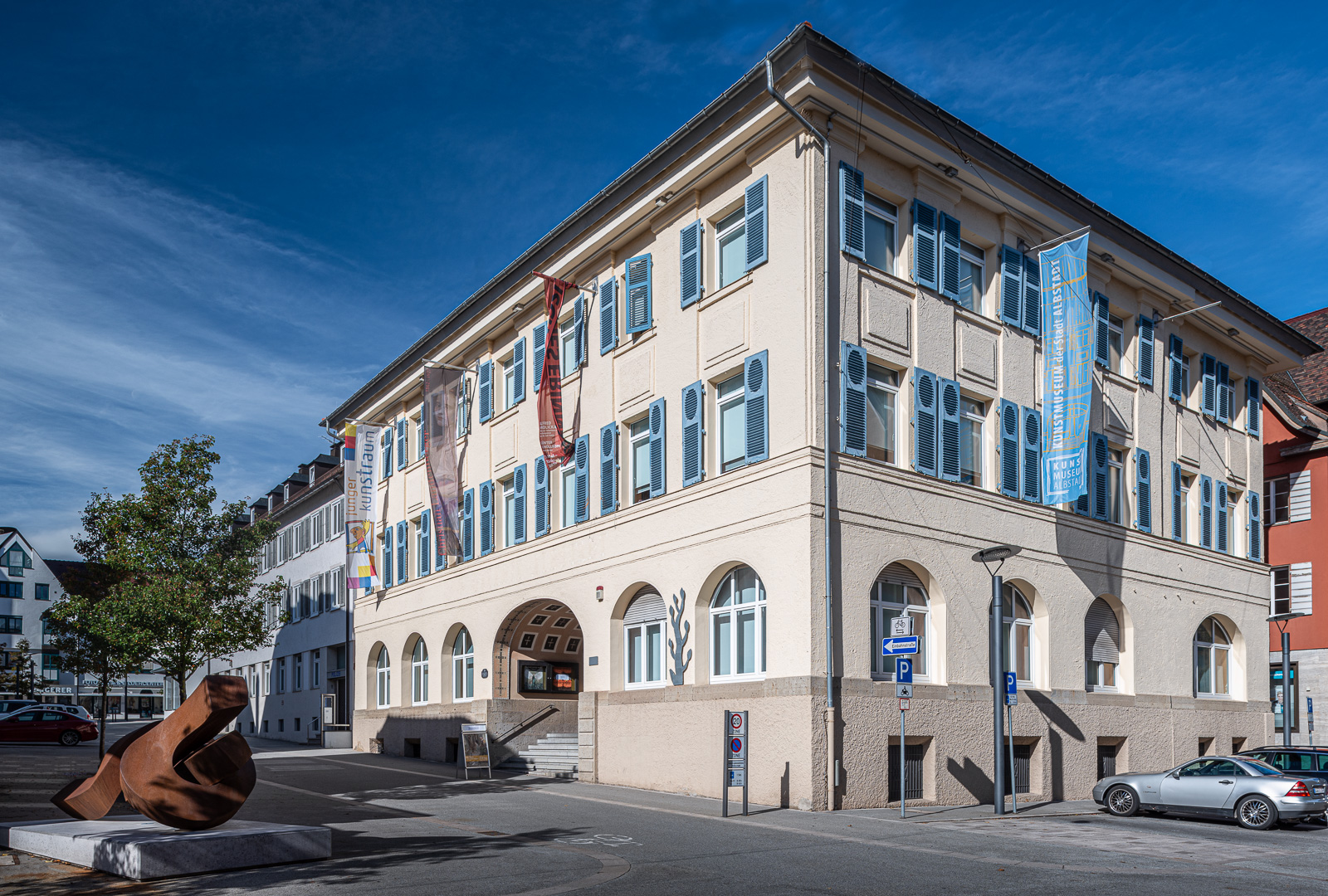
Kunstmuseum Albstadt

- Spendhaus, Kunstgalerie der Stadt Reutlingen
- Fürstliches Museum (Kunstsammlung) im Schloss Sigmaringen
- Museum Ulm
- Kunsthalle Weishaupt in Ulm
- Strübhaus in Veringenstadt

### Dichter- und Literaturgedenkstätten

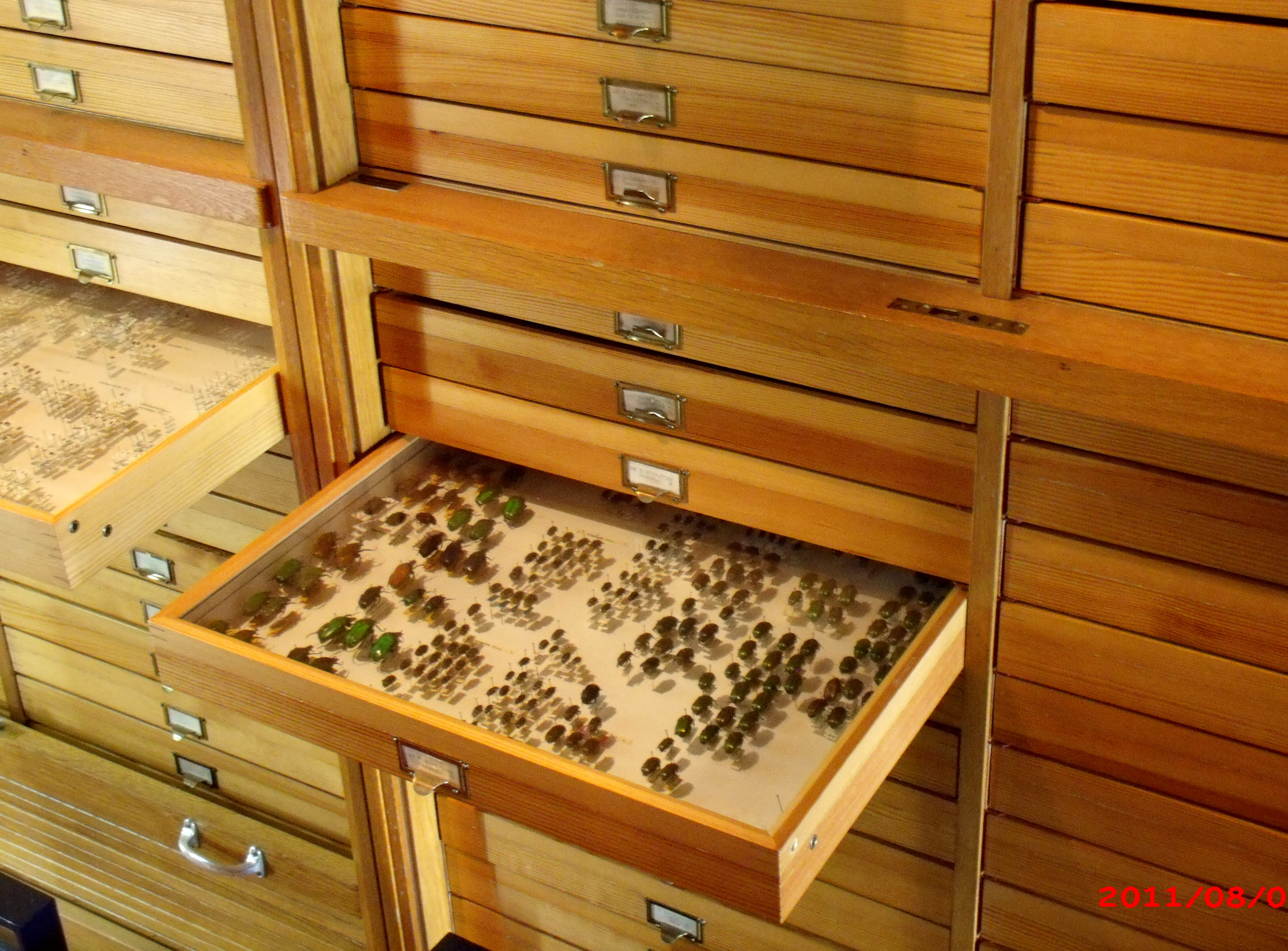
Das Ernst-Jünger-Haus ist nicht nur eine Literaturgedenkstätte, sondern beherbergt auch eine umfängliche Käfersammlung

- Blumhardts Literatursalon als kleines Literaturmuseum Johann Christoph Blumhardt und Christoph Blumhardt in Bad Boll gewidmet
- Hans-Reyhing-Stube in Hohenstein-Bernloch, ein Literaturmuseum für den schwäbischen Heimatdichter Hans Reyhing
- Schubartstube in Blaubeuren, dem Andenken an Christian Friedrich Daniel Schubart gewidmet
- Gustav-Schwab-Museum in Gomaringen
- Max-Eyth-Haus in Kirchheim unter Teck
- Gedenkstätte Abraham a Santa Clara im Leibertinger Ortsteil Kreenheinstetten
- Ernst-Jünger-Haus in Langenenslingen-Wilflingen
- Wilhelm-Hauff-Museum in Lichtenstein-Honau
- Mörikehaus Ochsenwang in Bissingen an der Teck, Ortsteil Ochsenwang

### Sonstige
- Rotkreuz-Landesmuseum Baden-Württemberg des Deutschen Roten Kreuzes in Geislingen an der Steige
- Puppenmuseum in Hettingen
- Gewandhaus Museum Inneringen
- Erinnerungsstätte Matthias Erzberger in Münsingen, Ortsteil Buttenhausen
- Württembergisches Psychiatriemuseum in Zwiefalten